# Гомоморфна фільтрація
Гомоморфна фільтрація — це узагальнена техніка для цифрової обробки сигналів і зображень, за участю нелінійного відображення в інших простори в яких теорія лінійних фільтрів може бути застосована, і відображена назад у первинний простір. Це поняття було розроблено в 60-х Томасом Стокхамом (Thomas Stockham), Аланом В. Оппенхеімом (Alan V. Oppenheim) і Рональдом Схафером (Ronald W. Schafer) в МТІ.

## Поліпшення зображення
Гомоморфності фільтрація іноді використовується для редагування зображень. Поліпшення полягає в нормалізації яскравості зображення і збільшенні його контрастності. Яскравість зображення можна вважати низькочастотної складової, так як освітленість змінюється в просторі досить повільно, а саме зображення можна вважати більш високочастотним сигналом. Якби результуючим сигналом на фотографії була сума цих складових, можна було б розділити їх високочастотної фільтрацією, позбувшись таким чином від перепадів освітленості. Але в реальному фотографії сигнали не складаються, а перемножуються. Шляхом гомоморфної обробки можна звести задачу до лінійної. Для цього береться логарифм від похідних зображень рівний сумі логарифмів множників, до отриманого сигналу застосовується лінійний фільтр високих частот, а потім, для повернення до вихідного масштабу, береться експонента.
Гомоморфна фільтрація також використовується для видалення мультиплікативний шумів / перешкод на зображенні.
Щоб освітленість зображення була більшою, високочастотні компоненти збільшуються і низькочастотні складові зменшуються, оскільки високочастотні компоненти, як передбачається, являють собою, головним чином, відбиття на сцені (кількість світла, відбитого від об'єкта в сцені), в той час як низькочастотні складові, як передбачається, являють собою в основному освітлення в сцені. Тобто, ВЧ-фільтрація використовується для придушення низьких частот і посилення високих частот.

## Операція
Гомоморфна фільтрація може бути використана для поліпшення появи зображення у градаціях сірого за допомогою стиснення (освітлення) та контрастності (відбиття) одночасної інтенсивності.
{\displaystyle m(x,y)=i(x,y)\bullet r(x,y)}
де
m = зображення, i = підсвічування, r = відбиття
Ми повинні перетворити рівняння в частотній області, щоб застосувати фільтр високих час
тот. Однак, дуже важко зробити розрахунок після застосування перетворення Фур'є до цього рівняння, тому що це більше не продукт рівняння. Тому ми використовуємо «log», що допомагає вирішити цю проблему.
{\displaystyle \ln(m(x,y))=\ln(i(x,y))+\ln(r(x,y))}
Потім, застосувавши перетворення Фур'є
{\displaystyle \digamma (ln(m(x,y)))=\digamma (ln(i(x,y)))+\digamma (ln(r(x,y)))}
або {\displaystyle M(u,v)=I(u,v)+R(u,v)}
Далі, застосовуємо фільтр верхніх частот до зображення. Щоб освітленість зображення збільшувалась, високочастотні компоненти збільшуються і низькочастотні компоненти зменшуються.
{\displaystyle N(u,v)=H(u,v)\bullet M(u,v)}
Де
H = високочастотний фільтр
N = частота відфільтрованого зображення в частотній області
Повернення частотної області назад в просторовий домен за допомогою зворотного перетворення Фур'є.
{\displaystyle n(x,y)=invF(N(u,v))}
Нарешті, використовуючи експоненційну функцію, щоб усунути log, який ми використовували в початку, щоб отримати збільшене зображення
{\displaystyle newImage(x,y)=exp(n(x,y))}

Наведені нижче малюнки показують результати, застосовуючи гомоморфний фільтр, фільтр високих частот і як гомоморфний, так і високочастотний фільтри

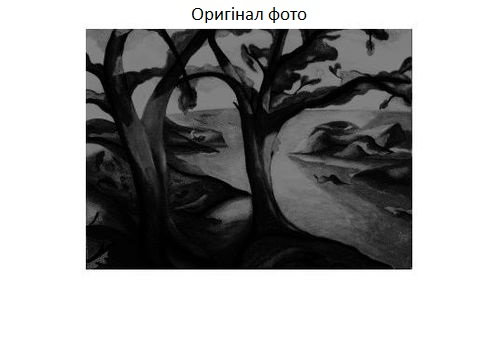
Малюнок 1: оригінал фото
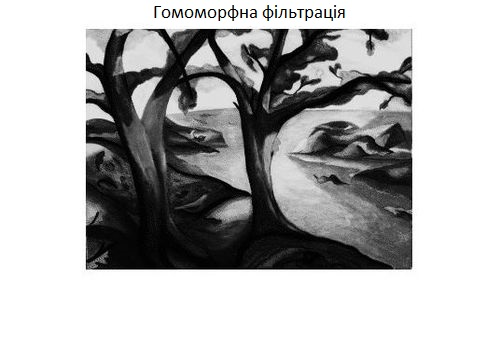
Малюнок 2: гомоморфна фільтрація
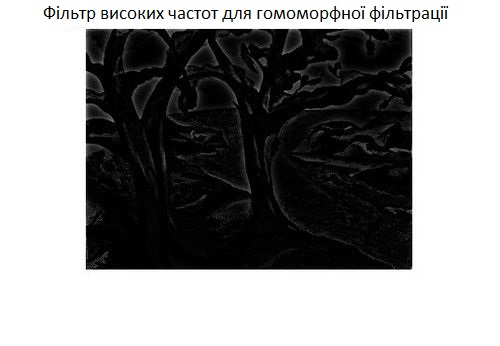
Малюнок 3: фільтр високих частот для гомоморфної фільтрації
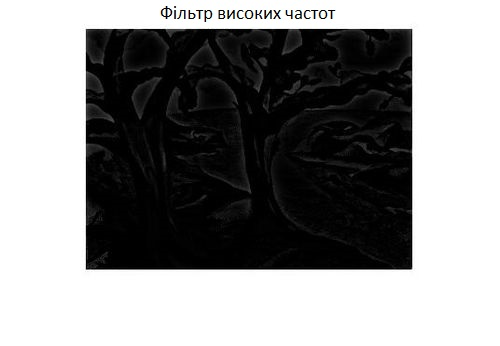
Малюнок 4: фільтр високих частот

Згідно з малюнками від одного до чотири, ми бачимо, як гомоморфна фільтрація використовується для корекції неоднорідної підсвічування в зображенні, і зображення стає чіткішим, ніж вихідне зображення. З іншого боку, якщо ми застосовуємо фільтр високих частот для гомоморфного відфільтрованого зображення, краї зображень стають різкими, а іншій області зменшуються. Цей результат настільки ж схожий, як просто робити фільтр високих частот тільки до вихідного зображення.

## Аудіо та аналіз мовлення
Гомоморфна фільтрація використовується в log-спектральної області для відокремлення ефектів фільтра від ефектів збудження, наприклад, при обчисленні спектру у вигляді звукового представлення; удосконалення спектрального домену журналу можуть покращити розбірливість звуку, наприклад, у слухових апаратах

## Сигнали поверхневої електроміографії (sEMG)
Гомоморфна фільтрація використовувалася для видалення ефекту стохастичних імпульсних поїздів, що породжує сигнал sEMG, від спектра потужності самого сигналу sEMG. Таким чином, зберігається лише інформація про форму та амплітуду потенціалу дії двигуна (АПДД), а потім використовується для оцінки параметрів моделі часової області самої АПДД